# Цехановский, Михаил Юрьевич
Михаил Юрьевич Цехановский (1860—1929) — сахарозаводчик, действительный статский советник. Отец М. М. Цехановского.
Родился в 1860 году в Херсонской губернии[уточнить].
После окончания Николаевской Александровской гимназии учился на математическом отделении физико-математического факультета Новороссийского университета.
Служил старшим ревизором акцизных управлений. Был членом Совета Киевского Частного коммерческого банка, уполномоченным Всероссийского общества сахарозаводчиков, директором Товарищества Георгиевского песочно-сахарного и рафинадного завода.
В 1918 году эмигрировал в Германию, затем в Париж, где и умер 10 января 1929 года.
М. Ю. Цехановский — автор ряда публикаций по правовым аспектам сахарной промышленности, в том числе «Исторический обзор свеклосахарной промышленности» (1904), «Сборник узаконений по акцизу с сахара и мерам урегулирования сахарной промышленности» (1901; 2-е изд., неофиц. — СПб.: тип. В. Киршбаума, 1902; 3-е изд. — 1909), «Сахарная промышленность в России в связи с условиями военного времени и причины удорожания рыночных цен сахара» (1916) и других.

## Источник
- Высшие чины Российской империи (22.10.1721—2.03.1917): биографический словарь в 4-х томах / сост. Е. Л. Потемкин. — М., 2019. — Т. 4. — С. 427.